# おどるポケモンひみつ基地
『おどるポケモンひみつ基地』（おどるポケモンひみつきち、英名：Gotta Dance!）は2003年に『劇場版ポケットモンスター アドバンスジェネレーション 七夜の願い星 ジラーチ』と同時上映された作品。

## 概要
劇場短編第6弾。『アドバンスジェネレーション』で唯一の劇場短編となる。本作以降、劇場短編は制作されていなかったが、ポケモン映画15周年を迎える2012年に『メロエッタのキラキラリサイタル』として9年ぶりに劇場短編の制作が再開されることになった。本作のみ冒頭にムサシやコジロウが登場する（なお、顔はほとんど映されず）。

## あらすじ
森で遊んでいたピカチュウ、アチャモ、キモリ、ミズゴロウ、ハスボーの5匹はロケット団の秘密基地を偶然発見する。その秘密基地はロケット団の3人組（ムサシ、コジロウ、ニャース）が、ボスであるサカキに命じられて作ったものだった。
ムサシとコジロウがボスを迎えに出て行った後、ニャースは自身の発明した「モンスターダンシングボール」を試しに作動させる。このモンスターダンシングボールは、スイッチを入れている間はどこからともなく音楽が流れ、どんなポケモンでも勝手に踊りだしてしまうというものだった。ニャース達は踊りのサポートをする楽団として、森に住んでいた3匹のゴニョニョを捕まえて檻に閉じ込める。
秘密基地の中に入り込んだピカチュウ達はそこで捕らわれたゴニョニョを発見。救出するも、ニャース達に発見されてしまう。
その時、ひょんなことからモンスターダンシングボールが作動。近くにいたポケモン達は勝手に踊り始める。ドゴームやルンパッパまでやって来て、秘密基地の中は大騒ぎになる。

## 登場キャラクター
ピカチュウ
声 - 大谷育江
主人公。パーティのポケモン達の中でリーダー格。皆と一緒に楽しく踊る。
アチャモ
声 - 西村ちなみ
ひのこでミズゴロウと共に檻を壊し、ゴニョニョを助けた。こちらもピカチュウと同様で楽しそうに踊る。
キモリ
声 - うえだゆうじ
皆が楽しく踊る中、自分だけなぜか踊るのを耐えようとしていた。
ミズゴロウが屋根から落ちそうになった時、モンスターダンシングボールをうまく使って助けたが、ミズゴロウに誤ってモンスターダンシングボールを起動された。
ひょんなことでモンスターダンシングボールが壊れ始めて、リズムが狂い出した時から我慢できなくなり踊り出す。その時はミズゴロウを巻き添えにして踊り、その後は楽しくノリノリで踊った。
ミズゴロウ
声 - 林原めぐみ
みずでっぽうでアチャモと共に檻を壊した。ソーナンスのミラーコートでピカチュウの10まんボルトが来て落ちそうになってしまうが、キモリに助けられるも誤ってモンスターダンシングボールを起動。
曲調がワルツ風になった時、無理矢理キモリによって踊らされ、目を回した。
踊っている時に2本足になっている。
ハスボー
声 - 伊東みやこ
ボーっとしていて危ない所が多い。ドゴームに大黒柱を折られても秘密基地がすぐには壊れてしまわなかったものの、うっかり出したくしゃみのせいで一気に壊れてしまう。
ピカチュウ達の乗った板が壁に衝突しそうになった時、水鉄砲を発射して衝撃を免れた。
ミズゴロウと同様、踊っている時に2本足になっている。
ニャース
声 - 犬山イヌコ
ロケット団のポケモン達のリーダー格。本作ではサカキを喜ばせるために「モンスターダンシングボール」を発明、しかしこれがドタバタ騒ぎを引き起こしてしまう。
ソーナンス
声 - うえだゆうじ
ムサシのポケモン。ピカチュウの10まんボルトをミラーコートで跳ね返した。
ハブネーク
声 - 佐藤智恵
ムサシのポケモン。ソーナンスに踏まれるなど、ひどい目に遭うことが多い。終盤で怒り狂ったドゴームに立ち向かうが、恐怖のあまりに逃げてしまう。
踊るときは回転したり跳ねたりする（『アドバンスジェネレーション』本編EDにおけるヘイガニ、フォレトスも同様）。
サボネア
声 - 小西克幸
コジロウのポケモン。ソーナンスに踏まれたときは怒り狂い、辺りにミサイル針をばらまいてしまい窓やくす玉などを割った。
ゴニョニョ
声 - 白石涼子、津村まこと、吉原ナツキ
パーティを盛り上げるために3匹がロケット団に捕えられる。
ドゴーム
声 - 小西克幸
ゴニョニョの進化系。秘密基地付近の巣穴で眠っていたが、音楽を聴きつけてやってくる。モンスターダンシングボールが壊れた後には踊り疲れ、怒り狂い鉄パイプ片手にひみつ基地を破壊し始め、終いには大黒柱を折る。
ルンパッパ
声 - 立木文彦
ハスボーの最終進化系。こちらもドゴームと同様にやってきたが、ダンスの時のみの登場で、ストーリーには直接関わらない。ドゴームと組む事も多い。
ムサシ
声 - 林原めぐみ
コジロウ
声 - 三木眞一郎
ナレーション
声 - 山田花子
シリーズ初の関西弁ナレーション。

## スタッフ
- 原案 - 田尻智、増田順一、杉森建
- アニメーション監修 - 小田部羊一
- エグゼクティブプロデューサー - 久保雅一、鶴宏明
- プロデューサー - 吉川兆二、松迫由香子、盛武源
- アニメーションプロデューサー - 奥野敏聡、神田修吉
- アシスタントプロデューサー - 岡本順哉、島村優子、福田剛士
- キャラクター原案 - 藤原基史、森本茂樹、吉田宏信、太田敏、岩下明日香、富田愛美、海野隆雄、江尾可奈子、にしだあつこ、斎藤むねお、吉川玲奈、奥谷順
- キャラクター設定 - 松島賢二、西野弘二
- キャラクターデザイン - 一石小百合、松原徳弘
- 総作画監督 - 一石小百合
- 作画監督 - 高橋英吉
- 色彩設計 - 吉野記通、平出真弓
- 美術監督 - 小林七郎
- セットデザイン - 近永健一
- 音楽 - 多田彰文
- 音楽プロデューサー - たなかひろかず
- 音響監督 - 三間雅文
- 音響プロデューサー - 南沢道義、西名武
- 制作 - 小学館プロダクション
- アニメーション制作 - OLM
- 監督 - 湯山邦彦
- 製作 - 亀井修、陣内弘之、富山幹太郎、芳原世幸、阿部輝彦、田辺滋、八木正男、ピカチュウプロジェクト

## 主題歌
オープニングテーマ「ポルカ・オ・ドルカ」
作詞 - 戸田昭吾、作曲・編曲 - たなかひろかず、振付 - パパイヤ鈴木、歌 - ニャース（犬山イヌコ）・ノルソル合唱団、コーラス - 江崎とし子
この曲は、劇中さまざまなアレンジが流れ、それらに合わせてポケモン達が踊る。
TVシリーズの第19話から第44話までエンディングテーマとして使用された。
エンディングテーマ「冒険のはじまりだ!!」
作詞 - 吉川兆二、作曲・編曲 - たなかひろかず、歌 - KAORI（ハルカ）
ED映像ではピカチュウが得意の顔芸によって他のポケモンの真似を披露する（ドゴームの顔真似にのみキモリとフォレトスも参加）。
スタッフロールの最後にはエピローグ（ゴニョニョがピカチュウたちと別れるシーン）が音声なしで流れる。

## 受賞歴
- 第21回ゴールデングロス賞 日本映画部門　優秀銀賞[1]